# Muškát moravský
Muškát moravský (zkratka MM, v ČR používané synonymum MOPr = zkratka ze jmen rodičovských odrůd Muškát Otonel a Prachttraube) je moštová odrůda révy vinné (Vitis vinifera), určená k výrobě bílých vín, která byla vyšlechtěna ještě v bývalém Československu, Šlechtitelské stanici vinařské v Polešovicích na Moravě, kříženec odrůd Muškát Ottonel a Prachttraube.
Prachttraube, v překladu z němčiny „nádherný hrozen“, je raná až středně pozdní, stolní a moštová odrůda původu Vitis vinifera, kterou vyšlechtil Christian Oberlin (1831–1915) v alsaském Colmaru křížením odrůd Boskokwi x Madlenka královská (Madeleine Royale). Odrůda se omezeně a v jednotlivých exemplářích vyskytuje i na vinicích v ČR, zvláště v okolí Mutěnic na Moravě.

## Popis
Réva vinná (Vitis vinifera) odrůda Muškát moravský je jednodomá dřevitá pnoucí liána dorůstající v kultuře až několika metrů. Kmen tloušťky až několik centimetrů je pokryt světlou borkou, která se loupe v pruzích. Úponky umožňují této rostlině pnout se po pevných předmětech. Růst je bujný s polovzpřímenými letorosty, letorosty jsou silné, zelené, internodia krátká, délky 5–8 cm. Zálistky zahušťují keře a musí se odstraňovat. Včelka je žlutozelená, ochlupená, vrcholek letorostu má zlatožlutý odstín s přechodem do bronzova, je středně silně ochmýřený, okraje mladých lístků jsou narůžovělé. Jednoleté réví je středně silné až silné (i u starších keřů), světle hnědé, na jaře hnědošedé. Zimní pupeny jsou široké, zavalité a zašpičatělé.
List je středně velký, tvar čepele pětiúhelníkový, pětilaločnatý se středně hlubokými horními bočními výkroji (na menších lístcích jsou jen náznaky laloků). Vrchní strana čepele listu je hladká až slabě puchýřnatá, spodní středně hustě štětinatá, okraj čepele má výrazné zoubkování, hroty zoubků jsou zlatožluté. Řapík listu je středně dlouhý až dlouhý (8–12 cm), světle zelený až narůžovělý, řapíkový výkroj lyrovitý, otevřený.
Oboupohlavní pětičetné květy v hroznovitých květenstvích jsou žlutozelené, samosprašné. Plodem je středně velká (15 mm, 1,8 g), kulatá až obvejčitá bobule, která je žlutozelená až žlutá, s jemným voskovým povlakem. Dužina je řídká, výrazně muškátové chuti. Semeno je středně velké, hruškovité. Hrozen je středně velký až velký (140 mm, 200 g), středně hustý s krátkou až středně dlouhou stopkou, s křidélky.

## Původ a rozšíření
Muškát moravský je raná až středně pozdní moštová odrůda vinné révy (Vitis vinifera). Vzhledem k tomu, že pro pěstování v našich vinařských oblastech nebyla k dispozici žádná dostatečně vhodná odrůda s muškátovým aroma, pokusil se Ing. V. Křivánek ve Šlechtitelské stanici v Polešovicích zaplnit tuto mezeru křížením odrůd Muškát Ottonel a Prachttraube. Jeho záměr se podařil a Muškát moravský se brzy stal nejrozšířenějším tuzemským novošlechtěním v Česku. Kříženec byl zkoušen pod pěstitelským označením MO x PR 23/33.
Do Státní odrůdové knihy České republiky byla odrůda zapsána v roce 1987 pod názvem MOPR, roku 1993 dostala současný název. Je zapsána i v listině registrovaných odrůd na Slovensku. Pěstována je v obou vinařských oblastech, rozšířená je zejména na Moravě, ve Slovácké podoblasti. Roku 1990 byla odrůda v ČR pěstována na 318 hektarech, podíl vinic v ČR roku 1999 tvořil 2,3 %, roku 2010 činil 2,1 %, průměrné stáří vinic roku 2010 bylo 17 let. Udržovateli odrůdy jsou Ampelos-Šlechtitelská stanice vinařská Znojmo, Ing. Alois Tománek a ŠSV Polešovice.

## Název
Původní název odrůdy, MOPr, je zkratkou názvů obou rodičovských odrůd a v podstatě šlechtitelským označením odrůdy, název Muškát moravský nese odrůda od roku 1993.
Další, lokálně používaná synonyma odrůdy jsou : Mopr, Mopr Blanc, MoPr, MOPR, MO x PR 23/30, Muskat Morawski (Polsko).

## Pěstování
Vyzrávání réví je dobré, proti poškození zimními mrazy je odrůda středně odolná (do −22 °C), pozdní jarní mrazy odrůdu neohrožují. Vzhledem k růstu keřů se doporučují bujněji rostoucí podnože, SO-4, Cr 2, 125 AA, T 5C. Více plodí na vedení s dlouhými tažni a ve tvarech se zásobou starého dřeva, při zatížení 8–10 plodnými očky na 1 m². Nejvhodnější je jeden kmínek, 2 tažně a 2 zásobní čípky. Velmi dobře se osvědčil i jednoduchý závěs a klasické vysoké vedení. Krátký řez je méně vhodný. Má dobrou regenerační schopnost při poškození i starého dřeva zimními mrazy. I když roste bujně, nesmí se přetěžovat, jinak se snižuje kvalita vín. Pro dosažení kvalitní suroviny nesmí výnos překročit 10 t/ha. Odrůda je stabilně výnosná, plodí 10–15 t/ha, cukernatost je v průměrných ročnících 16–20 °NM, při redukci sklizně či v dobrých letech 18–22 °NM. Termín sklizně je dán obsahem kyselin, nejpozději při 8 g/l je nutné hrozny sklidit (průměr 7–9 g/l).

### Fenologie
Doba rašení oček je raná až středně raná (ve 3. dekádě dubna), stejně tak kvetení, odrůda kvete ve 2. dekádě června, květy rozkvétají postupně, nesprchají, zaměkání začíná v první polovině srpna. Sklizňová zralost začíná v polovině až koncem září, sklízí se současně s odrůdou Müller Thurgau.

### Choroby a škůdci
Hrozny nemají sklon k hnilobě. Proti napadení plísní révovou (Plasmopara viticola) a padlím révovým (Uncinula necator) je odrůda méně odolná, proti napadení plísní šedou (Botrytis cinerea) středně, je napadána roztoči a sviluškami.

### Poloha a půdy
Vzhledem k poměrně ranému zrání není odrůda náročná na polohu, je to plastická odrůda, je vhodná i pro méně teplé vinařské oblasti, nevyhovují jí však výsušné půdy, vyžaduje hlubší půdy. Nesnáší suchý podzim. Na píscích a štěrcích dává plochá, málo extraktivní vína.

## Víno
Acidita je nižší, proto je nutné pro výrobu suchých vín sklízet hrozny včas, aby vína nebyla plochá, popřípadě zvýšit aciditu již v moštu přídavkem kyseliny vinné v povoleném množství. Tam, kde lze hrozny ochránit před ptactvem, vosami a plísní šedou, je možné získat zajímavá vína v kategoriích výběrů. Zpracování hroznů na kvalitní víno s muškátovou vůní je náročné na umění vinaře jak ve vinici, tak ve sklepě. Jedině vína dostatečně reduktivní povahy, s příjemnými kyselinkami, mají šanci na přízeň konzumenta. Při nevhodných manipulacích jsou vína tenká, plochá, s nepříjemnými tóny kyseliny mléčné.
Vína MM jsou vhodná do cuvée i k výrobě sektů. Typová vína mají světle žlutou barvu, výraznou muškátovou vůni, někdy s tóny černého rybízu, chuť lehčí, s nižším obsahem kyselin. Ve vůni a chuti můžeme hledat muškát, černý rybíz, příjemnou lehkost spojenou s ovocnými tóny. Odrůdové víno není vhodné k archivaci.

### Stolování
Jemně muškátové víno je vhodné jako aperitiv k předkrmům z husích jater nebo k plodům moře, hodí se i k mírně sladkým dezertům. Suché víno je vhodné k jemné paštice.